# Hrabstwo Murray (Georgia)

Piramida wieku hrabstwa

Hrabstwo Murray – hrabstwo w USA, w stanie Georgia. Siedzibą hrabstwa jest Chatsworth. Należy do obszaru metropolitalnego Dalton.
Hrabstwo należy do nielicznych hrabstw w Stanach Zjednoczonych należących do tzw. dry county, czyli hrabstw gdzie decyzją lokalnych władz obowiązuje całkowita prohibicja.

## Geografia
Hrabstwo przecinają rzeka Conasauga (na północy), która też tworzy część zachodniej granicy i rzeka Coosawattee na południu hrabstwa, która spiętrzona przez tamę Carters tworzy jezioro Carters. Obszary wodne zajmują 5,7 km² (0,6%) powierzchni hrabstwa. Znajduje się tutaj Park stanowy Fort Mountain.

## Miejscowości
- Chatsworth
- Eton

## Sąsiednie hrabstwa
- Hrabstwo Polk, Tennessee (północny wschód)
- Hrabstwo Fannin (wschód-północny wschód)
- Hrabstwo Gilmer (wschód)
- Hrabstwo Gordon (południe)
- Hrabstwo Whitfield (zachód)
- Hrabstwo Bradley, Tennessee (północny zachód)

## Demografia
Według spisu w 2020 roku liczy 40 tys. mieszkańców, co oznacza wzrost o 0,9% w porównaniu z poprzednim spisem z roku 2010. 81,1% populacji stanowią białe społeczności nielatynoskie, 16% to Latynosi, 1,4% to Afroamerykanie i 1% to rdzenna ludność Ameryki.

## Polityka
Hrabstwo jest bardzo silnie republikańskie, gdzie w wyborach prezydenckich w 2020 roku, 84,1% głosów otrzymał Donald Trump i 14,9% przypadło dla Joe Bidena. 

## Religia
W 2020 roku po za wyznaniami protestanckimi, działają tutaj katolicy (5,1%) i świadkowie Jehowy (1,2%).